# 태양서체
태양서체(太陽書體)는 김일성의 친필 글씨체이다.
글을 쓸 때 각도 20˚로 흘러쓴 것이 특징이다.
김일성이 1949년 평양직할시 강동군에 살고 있는 박씨라는 성을 가진 농부의 집을 방문하였는데, 박씨의 문패가 낡아 김일성이 문패를 붙어준 것을 계기로 하여, 태양서체라고 부르게 된 것이다.
김일성이 남긴 친필은 량강도 삼지연시와 개성특별시에서 화강암으로 새겨져 있다.
김구와 김일성이 같이 만나 남북연석회의를 벌인 락랑구역의 통일전선탑도 김일성의 친필이 화강암으로 처리되었다.